# Maura Visser
Maura Visser (født 1. juni 1985) er en hollandsk håndboldspiller som spiller i SG BBM Bietigheim.
Hun var med på landsholdet under EM i 2010, hvor Holland kom på en 8. plads, og hvor Visser kom på en 5. plads på topscorelisten med sine 36 mål.
Hun stoppede hendes landsholdskarriere i 2018, efter EM bronzekampen 2018 i Frankrig mod Rumænien.